# Ossian
Ossian är ett mansnamn av  keltiskt ursprung med oviss betydelse.
Den 31 december 2019 fanns totalt 3 421 personer i Sverige med namnet Ossian, varav 1630 med det som tilltalsnamn. År 2014 fick 92 pojkar namnet som tilltalsnamn.
Namnsdag: i Sverige 1 december. I den finlandssvenska namnsdagslängden har Ossian namnsdag 17 juli sedan starten 1929, då en egen namnsdagskalender togs i bruk för finlandssvenskar.

## Personer med namnet Ossian
- Ossian Appelberg, hydrograf
- Ossian Berger, svensk justitieminister
- Ossian Brofeldt, skådespelare och sångare
- Ossian Dahlgren, botaniker och rasbiolog
- Ossian Egerbladh, släktforskare
- Ossian Elgström, konstnär, författare och etnolog
- Stig Ossian Ericson, skådespelare
- Karl Gustav Ossiannilsson, född Karl Gustav Ossian Nilsson, författare
- Ossian Ray, amerikansk politiker
- Ossian Sehlstedt, svensk journalist, landshövding i Södermanlands län
- Ossian Skiöld, svensk friidrottare